# 1888 en Colombie-Britannique
Chronologie de la Colombie-Britannique
- 1884
- 1885
- 1886
- 1887
- 1888
- 1889
- 1890
- 1891
- 1892

Cette page concerne des événements qui se sont produits durant l'année 1888 dans la province canadienne de Colombie-Britannique.

## Politique
- Premier ministre : Alexander Edmund Batson Davie.
- Chef de l'Opposition :
- Lieutenant-gouverneur : Hugh Nelson
- Législature :

## Événements
- Construction du pont suspendu de Capilano à Vancouver.
- Mise en service du Marpole Bridge, également nommé Sea Island Bridge, à Richmond[1].